# Szőc, Veszprém
Szőc  este un sat în districtul Ajka, județul Veszprém, Ungaria, având o populație de 417 locuitori (2011). 

## Demografie
Componența etnică a satului Szőc
     Maghiari (100%)
Componența confesională a satului Szőc
     Romano-catolici (38,13%)
     Fără religie (6,24%)
     Necunoscută (54,68%)
     Reformați (0,96%)
Conform recensământului din 2011, satul Szőc avea 417 locuitori. Din punct de vedere etnic, majoritatea locuitorilor (100,0%) erau maghiari.  Din punct de vedere confesional, majoritatea locuitorilor (53,72%) erau , existând și minorități de romano-catolici (38,13%) și persoane fără religie (6,24%). Pentru 54,68% din locuitori nu este cunoscută apartenența confesională.